# The Black Mages
The Black Mages – zespół rockowy założony w lutym 2002 roku przez japońskiego kompozytora, Nobuo Uematsu. Do 2008 roku grupa wydała trzy albumy studyjne The Black Mages: Battle Music of Final Fantasy, The Black Mages II: The Skies Above oraz The Black Mages 3:Darkness and Starlight.

## Historia
Oficjalnie, Uematsu jedynie planował wypuścić płytę muzyczną utrzymaną w klimacie hard-rock, na której zagrałby razem z grupą muzyków piosenki znane fanom z gier FF. Płyta ta jednak okazała się sukcesem, przez co grupa muzyków założyła zespół o takiej samej nazwie, jaką nadali płycie – The Black Mages.
26 i 27 kwietnia 2003 roku zagrali oni dwa koncerty w Tokio, w Japonii. Zapis jednego z nich na płycie DVD został rozesłany do członków fanklubu Uematsu. Można na niej znaleźć piosenkę Matoya's Cave, która została nagrana studyjnie dopiero na drugiej płycie zespołu, ponad półtora roku później.
19 listopada 2004 roku, w oczekiwaniu na drugą płytę studyjną, uruchomiony został internetowy blog członków zespołu, The Blog Mages. Można tam znaleźć prawie codzienne aktualizacje z życia członków zespołu, ich prób, przygotowań do koncertów i innych rzeczy. Blog jest w całości po japońsku, jednak każdej notce towarzyszą zdjęcia, które przyciągają także zagranicznych fanów.
22 i 23 stycznia w Tokio oraz 28 stycznia w Osace odbyły się koncerty promujące nową płytę zespołu. Prawdopodobnie, ukaże się także płyta DVD z zapisem tego koncertu.
Na 19 marca 2008 roku jest planowana premiera trzeciej płyty studyjnej: Darkness and Starlight. Zgodnie z zapowiedziami ma to być dwu płytowe wydawnictwo. Na pierwszej płycie utwory z Final Fantasy, na druga będzie "próbą pokazania muzycznie Japońskich mitów".

## Inne Kompozycje
Oprócz aranżacji piosenek znanych z gier Final Fantasy, zespół nagrał też dwa covery. Pierwszy to Blue Blast – Winning The Rainbow, który jest "piosenką tytułową" japońskiego wrestlera K-1, Murahamy Takehiro. Piosenka ta ukazała się na drugim studyjnym albumie grupy. Drugi cover to Flame Demon Monster Gaspard pochodzący z gry Dark Chronicle (znane także jako Dark Cloud 2), który ukazał się na płycie Dark Chronicle Premium Arrange.

## Dyskografia
- The Black Mages (2003, Square Enix Music)[1]
- The Black Mages II: The Skies Above (2004, Universal J)[2]
- The Black Mages III: Darkness And Starlight (2008, Dog Ear Recordrs)[3]